# Teodoro I Calíopas
Teodoro Calíopas (em grego: Θεόδωρος Καλλιοπάς foi um exarca de Ravena por duas vezes (643 - c. 645; 653-antes de 666). Nada se sabe sobre seu primeiro mandato, exceto que ele sucedeu a Isaac em 643 e foi, em 645, substituído por Platão.
Após a morte do exarca Olímpio em 652, porém, ele foi restituído à sua posição anterior. Já no poder, Teodoro prosseguiu a política do antecessor, cumprindo as ordens para prender o papa Martinho I. O exarca entrou em Roma em 653, e a seguir ele e um destacamento de soldados arrastaram o papa desde Palácio de Latrão, enviando-o, a seguir, em um navio a Naxos. Teodoro em seguida, tentou, sem sucesso, convencer os romanos para procederem a eleição de um novo papa; mas somente no ano seguinte é que Eugênio I foi feito papa. Antes de 666, Teodoro foi sucedido como exarca por Gregório.[carece de fontes?]